# Royaume de Sardaigne (1324-1713)
Pour les articles homonymes, voir Royaume de Sardaigne.
Ne doit pas être confondu avec Royaume de Sardaigne (1720-1861) ou Royaume de Sardaigne (1713-1720).
1324–1713
(389 ans)
Entités précédentes :
- Royaume de Sardaigne (République de Pise)

Entités suivantes :
- Royaume de Sardaigne (Autriche)

Le royaume de Sardaigne, créé par le pape Boniface VIII en 1297, est un État constitué en 1324 par la couronne d'Aragon, dont il dépend jusqu'en 1713.

## Contexte
Du XIe au XIVe siècle, l’ingérence des cités de Pise et de Gênes dans les affaires des rois juges, chefs des quatre judicats entre lesquels est partagée la Sardaigne, se transforme en protectorat, puis en domination. Ces deux puissances maritimes s’opposent afin de « tenir la Sardaigne constamment divisée, afin de dominer seul. La politique des papes était d’opposer toujours les Génois aux Pisans, et d’appuyer toujours la partie la plus faible, contre la partie la plus forte ». Les familles des deux cités se disputent soit les territoires, soit les places de juge des différents judicats. En 1258, le judicat de Cagliari passe sous le contrôle des Pisans. 
En 1265, Mariano d'Arborée est « l’unique Sarde investi d’une charge de gouvernement dans une île tombée entièrement au pouvoir d’étrangers ». Le judicat d'Arborée, mieux organisé que les autres, défend avec vigueur son indépendance.

## Historique

Le Judicat d’Arborée face à la couronne d’Aragon avant 1410.

### Création du royaume (1297)
Le 4 avril 1297, à la suite de la conquête des judicats de Cagliari et de Gallura par les Pisans, le pape Boniface VIII crée le royaume de Sardaigne et de Corse (Regnum Sardiniæ et Corsicæ), afin de mettre fin en Sicile aux conflits entre la couronne d’Aragon et la maison d’Anjou. La paix de Caltabellotta, est signée le 19 août 1302. 

### L'éviction des Pisans par les rois d'Aragon
Le 18 avril 1323, forte de l’appui du pape et du soutien du judicat d'Arborée, un corps aragonais engage des opérations militaires contre les Pisans de Cagliari et de Gallura, à Sainte-Catherine entre Villanovaforru et Sanluri. Le 20 juillet 1324, la prise du château de Cagliari permet l'instauration réelle du royaume de Sardaigne et de Corse. 
Cependant, le 21 juillet 1325, la commune de Sassari se rebelle face au nouveau pouvoir et réussit à devenir indépendante pendant un an. Le 26 septembre 1329, une seconde révolte éclate et est sauvagement réprimée. 
En 1354, c’est au tour d’Alghero de devenir aragonaise. Entre février et avril 1355 sont tenus les premiers Cortès (parlement), ce qui aboutit en juillet à la paix de Sanluri entre les deux parties. 

### Le conflit entre les Aragonais et le judicat d'Arborée

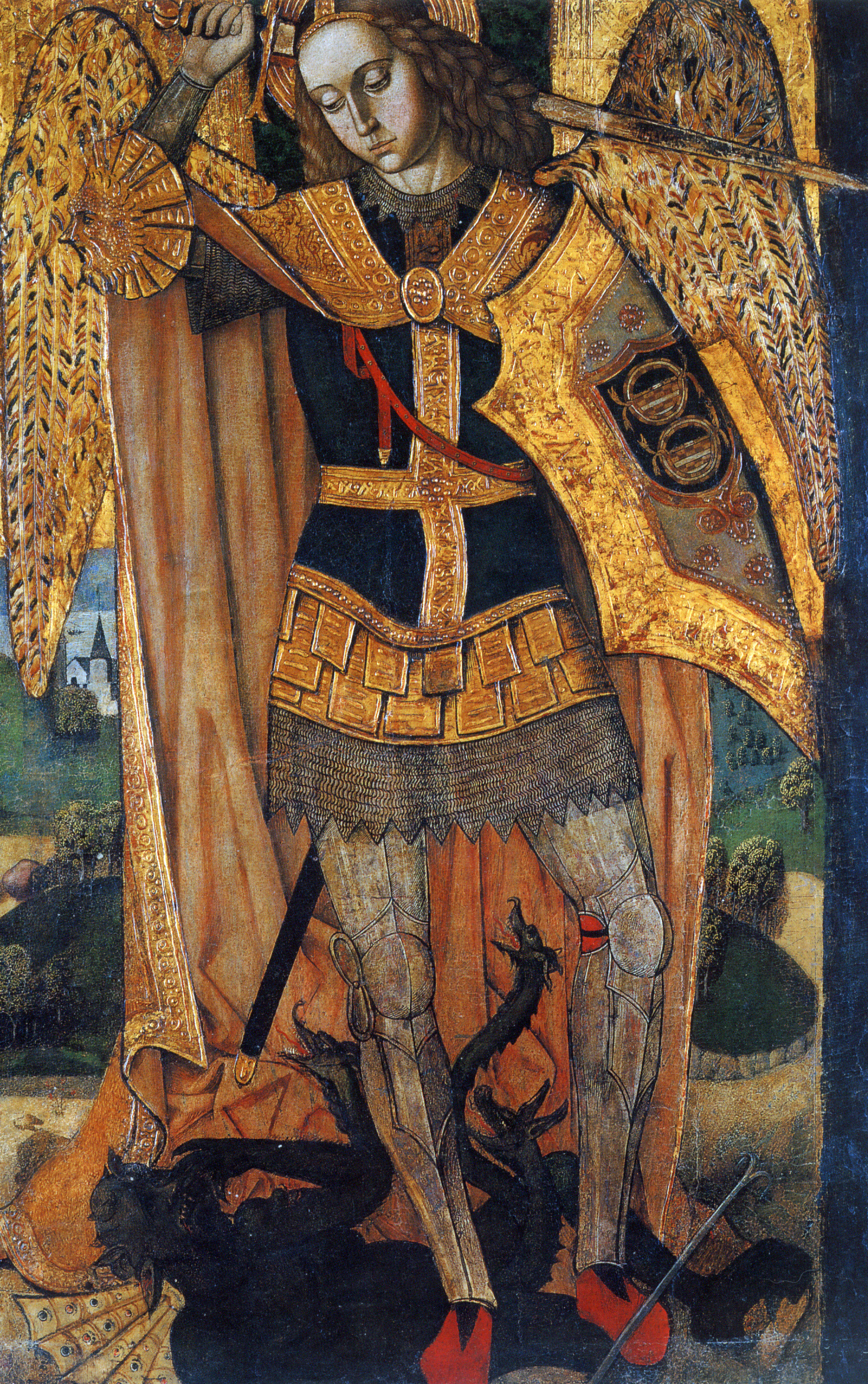
Tableau d’un maître d’art connu sous le nom du Maestro di Castelsardo, du XVIe siècle.

La défaite des autres judicats, puis le retrait partiel du roi d’Aragon permet au judicat d’Arborée de connaître une expansion importante et de réunir quasiment toute la Sardaigne.
Mais en 1383, « les insulaires ne pouvant plus supporter la domination tyrannique du juge d’Arboréa » Hugues III d’Arborée, l'assassinent. 
« La mort en janvier 1387 du Cérémonieux implique une pause forcée de réflexions […], on avance vers la paix entre Catalans et Arboréens ». En 1388 est signée la paix sarde entre les deux parties. 
Le 30 juin 1409, l'armée du judicat d’Arborée est vaincue à Sanluri par les troupes de Martin Ier d’Aragon. 
Dix ans plus tard, le juge Guillaume II décide de vendre les derniers territoires pour 100 000 florins et permet ainsi l’unification presque totale de la Sardaigne sous la bannière du roi d’Aragon (il faudra attendre 1448 pour la conquête de la ville de Castelsardo, contrôlée par la famille Doria, et 1767-1769 pour l'annexion de l'archipel de La Maddalena).

### La Sardaigne possession de la couronne d'Aragon
La Sardaigne a un statut spécial dans le royaume : elle dépend directement du roi, qui est représenté par un vice-roi, ce qui lui confère une certaine autonomie. L’île s’organise politiquement sous forme d’un parlement, les Cortès, « où les trois ordres de la nation avaient chacun leur représentation », ecclésiastique, militaire et royal. Ce dernier correspond aux représentants des villes. 
L'influence catalano-aragonaise est forte sur les coutumes sardes. Le catalan est la langue officielle de la Sardaigne et va laisser des traces qui « restent intactes encore aujourd’hui », notamment à Alghero, port du nord-ouest de l'île. Les historiens ont d’ailleurs retrouvé plusieurs documents en espagnol qui ont permis de faire apparaître certaines mœurs de l'époque. il y a, par exemple, un document de 1678 qui relate un procès pour « faits de sorcellerie et de mauvaise moralité ».

### La Sardaigne et la monarchie espagnole
À la fin du XVe siècle, la couronne d'Aragon est réunie à la couronne de Castille entre les mains de Jeanne la Folle, puis de Charles Quint : la Sardaigne est désormais lié à la famille des Habsbourg d'Espagne, mais reste tout de même autonome.
En 1713, le traité d'Utrecht, à la fin de la guerre de Succession d'Espagne, fait passer la Sardaigne sous la domination de l'Autriche, où règne une autre branche des Habsbourg. Elle est reconquise en 1717 par Philippe V d’Espagne, de la maison de Bourbon, mais récupérée par l'Autriche en 1720 (paix de La Haye) et immédiatement cédée au duc de Savoie en échange de la Sicile.